# فريدريك دبليو. بالدوين
فريدريك دبليو. بالدوين (بالإنجليزية: Frederick W. Baldwin)‏ هو محامي وسياسي أمريكي، ولد في 29 سبتمبر 1848، وتوفي في 8 سبتمبر 1923. حزبياً، نشط في الحزب الجمهوري. وقد انتخب عضو مجلس نواب فيرمونت.